# Dolkha (distrito)
Dolkha é um distrito da zona de Janakpur, no Nepal.